# Cuxhaven (Schiff, 1864)
Die Cuxhaven wurde im Auftrag der Konföderierten Staaten von Amerika bei Caird & Company in Greenock (Schottland) gebaut. Der für die damalige Zeit recht große Seitenraddampfer sollte unter dem Namen Herald als Blockadebrecher dienen. Der Stapellauf erfolgte am 17. August 1864, die Fertigstellung im gleichen Jahr. Mit dem Ende des Sezessionskrieges in Nordamerika endete auch die Unabhängigkeit der amerikanischen Südstaaten, so dass das Schiff nicht zur Auslieferung kam.
Das Dampfschiff wurde zunächst von der schottischen Reederei Steward aus Glasgow aufgekauft, die es unter dem Namen Hattie betrieb. Im Januar 1866 erwarb die HAPAG das Schiff, die es in Cuxhaven umbenannte und bis 1884 unter der Flagge der Hamburg-Amerika Linie im Helgoland-Dienst und als Tender einsetzte. Anschließend verkaufte sie den Raddampfer an die Cuxhaven-Unterelbe’sche Eisenbahn-Gesellschaft, von der ihn 1890 die Ballins Dampfschiff-Rhederei von Albert Ballin in Hamburg übernahm. Der Einsatz erfolgte nun für die Stettiner Seebäder-Reederei Ballin & Braeunlich auf der Linie von Stettin über Swinemünde (als Heimathafen), Misdroy, Ahlbeck, Heringsdorf nach Zinnowitz. Geplant waren auch Fahrten nach Rügen.

## Einsatz im Deutsch-Französischen Krieg
Aufgrund ihrer relativ hohen Geschwindigkeit wurde die Cuxhaven bei Ausbruch des Deutsch-Französischen Krieges im Juli 1870 von der Marine des Norddeutschen Bundes als Hilfsschiff in Dienst gestellt. Sie diente als Aviso sowie der Aufklärung des französischen Nordseegeschwaders (Escadre de la mer du Nord) unter Admiral Fourichon. Fourichon operierte mit seinem Geschwader, Flaggschiff Magnanime, vor Helgoland, um die Seeblockade der deutschen Nordseehäfen durchzusetzen. Spätestens nach Kriegsende wurde die Cuxhaven an die HAPAG retourniert. Ob sie während ihres Einsatzes als Hilfsschiff bewaffnet war, ist unbekannt.

## Der Untergang
Am 24. Juli 1891 (nach anderen Angaben am 27. Juli) hatte das Schiff, dessen Kapitän die Pommersche Bucht nicht ausreichend kannte, auf der Vinetabank bei Koserow Grundberührung. Dabei drang Wasser in das Vorschiff ein. Durch wasserdichte Schotten blieb die Cuxhaven zunächst schwimmfähig. Bei einem Unfall beim Absetzen eines Bootes verloren drei Besatzungsmitglieder ihr Leben. Nach der Rettung der Passagiere versuchte die Besatzung, das Schiff stranden zu lassen, aber es sank eine halbe Seemeile vor der Küste. Infolge des Schiffsunglücks wurde dem Kapitän sein Patent als Schiffer entzogen und die Reeder Albert Ballin und Carl Julius Ferdinand Braeunlich beendeten ihre Zusammenarbeit.